# بوخهولتس (دیتمارشن)
بوخهولتس (به آلمانی: Buchholz) یک شهر در آلمان است که در دیمارشن واقع شده‌است. بوخهولتس ۱٬۱۰۰ نفر جمعیت دارد.